# Pediobius grunini
Pediobius grunini  (лат.) — вид паразитических наездников рода Pediobius из семейства Eulophidae (Chalcidoidea) отряда перепончатокрылые насекомые. Россия (Ульяновская область), Чехословакия, Казахстан (Целиноградская область). Переднеспинка с шейкой, отграниченной килем (поперечным гребнем). Щит среднеспинки с развитыми изогнутыми парапсидальными бороздками. Ассоциированы с пауками Clubion, Clubiona (Clubionidae) и двукрылыми Ogcodes fumatus, Oncodes fumatus (Acroceridae). Вид был впервые описан в 1954 году по материалам, выведенным Груниным К. Я. из пупариев мух.